# Церковь Алексия, Митрополита Московского (Бессергеневская)
Церковь Алекси́я, митрополита Московского ― приходской православный храм в станице Бессергеневской Октябрьского района Ростовской области. Входит в состав Нижнедонского благочиния Шахтинской епархии Русской православной церкви.
Главный престол освящён во имя Алексия, митрополита Московского.
Является объектом культурного наследия Российской Федерации.

## История
Первое упоминание о церкви Алексия, митрополита Московского в станице Бессергеневская относится ещё к 1647 году. В 1797 году по причине ветхости старой церкви строится новая, снова деревянная церковь с колокольней и ещё одна ― в связи ней. Последняя была освящена в 1800 году также во имя митрополита Алексия. В 1810 году станица переехала на новое место. Перенесли и храм. В 1858 году её перенесли снова, на сей раз в хутор Казачий-Кадамовский.
В 1882 году вместо деревянного храма был возведён каменный. Старый храм позже был перенесён в хутор Ягодинка. Новая церковь имела два придела: во имя Казанской иконы Божией Матери и Трёх Святителей.
В 1920-х годах церковь была закрыта и в ней размещался склад кормов. В 1957 году внутри колокольни разорвалась шаровая молния, что привело к появлению сквозных трещин в её стенах.
В 1992 году решением властей Ростовской области здание церкви было признано объектом культурного наследия Российской Федерации.
На данный момент церковь действует по-прежнему.